# DD-WRT
DD-WRT è un firmware libero in grado di supportare decine di router Wi-Fi differenti. È distribuito sotto licenza GNU GPL v2.
Le versioni di DD-WRT fino alla v22 sono basate sul firmware Alchemy della Sveasoft, che a sua volta è basato sul firmware Linksys originale. Dalla versione v23 il firmware è stato in gran parte riscritto.
Il firmware implementa diverse funzioni non gestite dalla versione originale, tra le quali: WDS, IPv6, QOS avanzato, RADIUS, controllo della potenza radio, possibilità di overclocking, routing statico, gestione di reti VPN. Implementa, oltre all'obsoleto (e insicuro) telnet, anche ssh, proftpd e samba. Non supporta (per ora) la multi utenza, esiste un forum e wiki di supporto. Tramite un fork di openwrt e tramite ipkg/opkg è possibile avere un package manager in stile apt, yum, rpm, etc. che permette di scaricare da diversi repository migliaia (o quasi) di package: da dig ad esempio (non incluso nel fw standard) al server minidlna, etc. Il fw supporta anche le unità esterne usb e dischi (nel caso il dispositivo abbia una o più interfacce usb). Ha inoltre supporto per le stampanti, e alle chiavette 3/4g.
Grazie ad un accordo con Buffalo Technology, Buffalo inizierà a distribuire router con una versione personalizzata di DD-WRT pre-installato.